# Pidhajtschyky (Kolomyja)
Pidhajtschyky (ukrainisch Підгайчики; russisch Подгайчики/Podgaitschiki, polnisch Podhajczyki) ist ein in der Westukraine liegendes Dorf etwa 53 Kilometer südöstlich der Oblasthauptstadt Iwano-Frankiwsk und 11 Kilometer nordöstlich der Rajonshauptstadt Kolomyja am Fluss Turka gelegen.

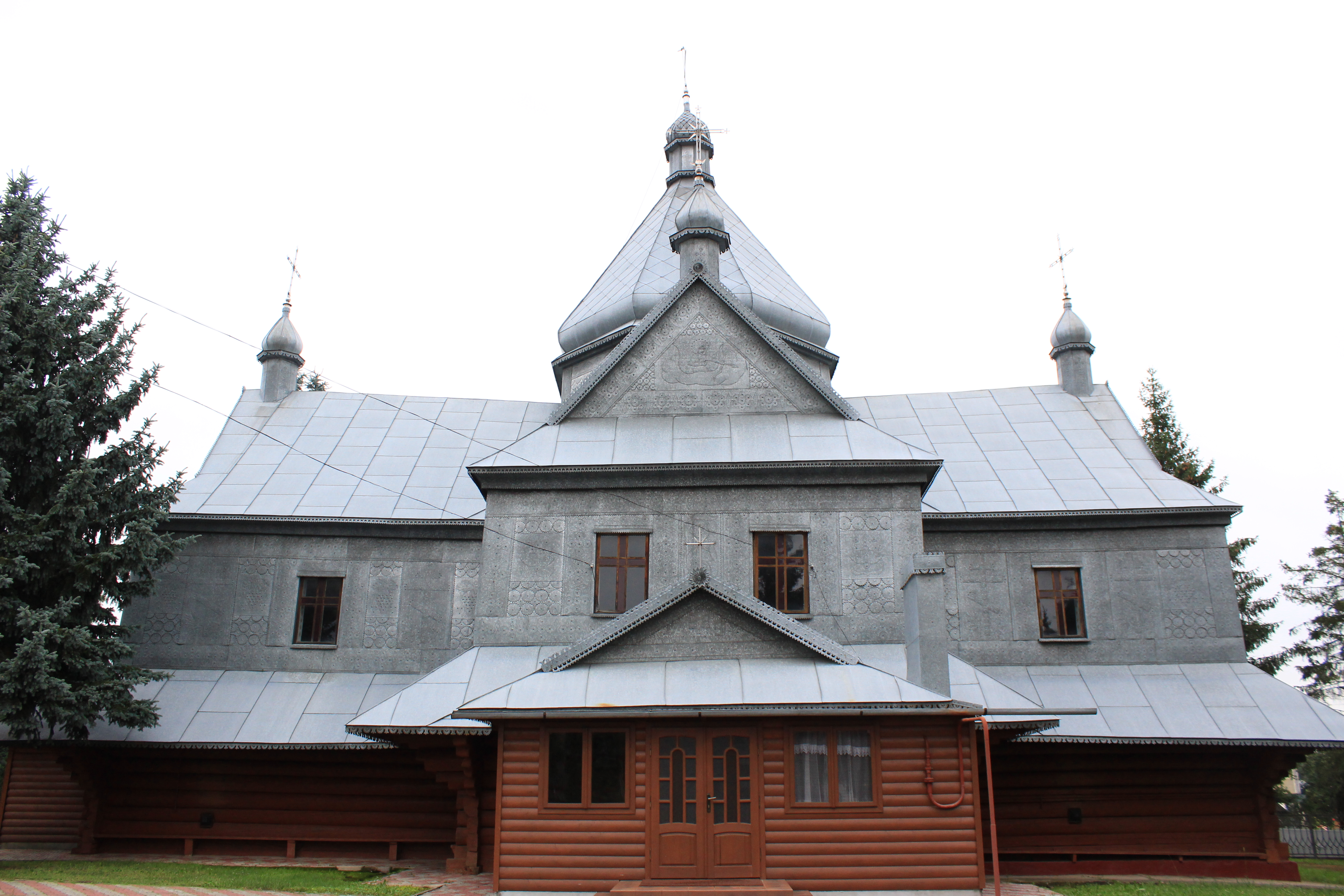
Kirche im Ort

## Geschichte
Der Ort wurde 1457 zum ersten Mal schriftlich erwähnt und lag zunächst in der Woiwodschaft Ruthenien als Teil der Adelsrepublik Polen und gehörte von 1772 bis 1918 unter seinem polnischen Namen Podhajczyki zum österreichischen Galizien (bis 1918 im Bezirk Kolomea).
1899 wurde östlich des Ortes eine Station der Lokalbahn Delatyn–Kolomea–Stefanówka eröffnet.
Nach dem Ende des Ersten Weltkrieges kam der Ort zu Polen und lag hier ab 1921 in der Woiwodschaft Stanislau, Powiat Kołomyja, Gmina Gwoździec Miasto. Mit Beginn des Zweiten Weltkriegs wurde der Ort erst von der Sowjetunion und ab 1941 bis 1944 von Deutschland besetzt, dieses gliederte den Ort in den Distrikt Galizien ein.
1945 kam der Ort wiederum zur Sowjetunion, dort wurde er Teil der Ukrainischen SSR und ist seit 1991 Teil der heutigen Ukraine.
Am 13. Juni 2019 wurde das Dorf zum Zentrum der neu gegründeten Landgemeinde Pidhajtschyky (Підгайчиківська сільська громада/Pidhajtschykiwska silska hromada). Zu dieser zählen auch die 5 in der untenstehenden Tabelle aufgelistetenen Dörfer; bis dahin bildete es die Landratsgemeinde Pidhajtschyky (Підгайчиківська сільська рада/Pidhajtschykiwska silska rada) im Osten des Rajons Kolomyja.
Folgende Orte sind neben dem Hauptort Pidhajtschyky Teil der Gemeinde:
| Name                     | Name       | Name                     | Name       | Name |
| ukrainisch transkribiert | ukrainisch | russisch                 | polnisch   |      |
| ------------------------ | ---------- | ------------------------ | ---------- | ---- |
| Dschurkiw                | Джурків    | Джурков (Dschurkow)      | Dżurków    |      |
| Kobylez                  | Кобилець   | Кобылец                  | Kobylec    |      |
| Nasirna                  | Назірна    | Назирная (Nasirnaja)     | Nazurna    |      |
| Pyschtschatsche          | Пищаче     | Пищаче (Pischtschatsche) | Piszczacze |      |
| Sahajpil                 | Загайпіль  | Загайполь (Sagaipol)     | Zahajpol   |      |